# Osservatorio di Ginevra
L'osservatorio di Ginevra (Observatoire de Genève) è un osservatorio astronomico sito a Versoix, Cantone Ginevra, in Svizzera. Condivide i suoi edifici con il Dipartimento di Astronomia del Scuola politecnica federale di Losanna. È stato coinvolto nella scoperta di pianeti extrasolari, in fotometria stellare, teoria della evoluzione stellare, ed è stato utilizzato nelle missioni dell'Agenzia spaziale europea Hipparcos, INTEGRAL, Gaia e Planck.
Nel 1995, il primo esopianeta di una stella di sequenza principale, 51 Pegasi b, è stato scoperto da due scienziati dell'osservatorio, Michel Mayor e Didier Queloz, utilizzando il metodo della velocità radiale con il contributo del telescopio di 1,9 metri dell'osservatorio francese dell'Alta Provenza.
L'osservatorio di Ginevra gestisce il telescopio da un metro dell'osservatorio francese dell'Alta Provenza ed il telescopio Eulero da 1,2 metri di La Silla, in Cile. In collaborazione con l'Università di Liegi, l'osservatorio collabora a TRAPPIST, un telescopio di 0,6 metri robotico specializzato nell'osservazione di comete e pianeti extrasolari. Entrambi i telescopi sono situati presso l'osservatorio dell'ESO di La Silla in Cile settentrionale. Nel 2010, TRAPPIST è stato coinvolto nella comparazione controversa tra i due pianeti nani Eris e Plutone. L'osservatorio di Ginevra partecipa anche alla ricerca conoscitiva Next-Generation Transit Survey (NGTS), una collaborazione internazionale finalizzata alla ricerca esoplanetaria a terra che vede coinvolte diverse università del Regno Unito, del Cile e della Germania. Situata presso l'Osservatorio del Paranal in Cile, la NGTS ha iniziato le operazioni esplorative nei primi mesi del 2015.

## Storia
L'osservatorio di Ginevra è stato creato nel 1772 dall'astronomo Jacques-André Mallet. In passato, l'osservatorio di Ginevra ha contribuito alla sincronizzazione dell'ora locale in Svizzera. A seguito della precisione richiesta nella navigazione degli orologi meccanici, l'osservatorio di Ginevra, insieme ad altri osservatori in Europa come l'osservatorio di Neuchâtel, l'osservatorio Besançon e l'osservatorio Kew (ora chiamato osservatorio del re) sono stati utilizzati per le tarature delle componenti meccaniche. Tuttavia, a seguito della maggiore diffusione degli orologi al quarzo che garantiscono una precisione non raggiungibile con strumenti meccanici, dai primi anni settanta del XX secolo le certificazioni emesse da questi osservatori hanno perso di importanza.
Nel 1967, per il crescente inquinamento luminoso la sede dell'osservatorio fu trasferita dalla città a una zona meno urbanizzata.